# 의정부지방법원 남양주지원
의정부지방법원 남양주지원은 경기도 남양주시, 구리시, 가평군을 관할하는 사건을 재판하는 법원이다. 2022년 3월 1일 개원하였다.

## 관할 구역
- 남양주시, 구리시, 가평군

## 시군법원
- 가평군법원

## 등기소
기존의 남양주등기소와 구리등기소는 남양주지원 등기과로 통합되었다.
- 가평등기소

## 같이 보기
- 대법원
- 의정부지방법원
- 의정부지방검찰청 남양주지청